# Massacre de la route côtière
Le massacre de la route côtière  est un massacre planifié par Abou Jihad et perpétré, le 11 mars 1978, par treize terroristes pro-palestiniens composant un commando-suicide de fedayin du groupe Fatah de l'OLP, sur la route côtière reliant Haïfa à Tel Aviv en Israël, durant lequel 38 civils dont 13 enfants sont tués et 71 personnes sont blessées, principalement dans un bus. 
Neuf des onze auteurs assaillants arabes meurent durant l'attaque. Trois jours plus tard, Israël lance en représailles l'Opération Litani visant l'OLP dans le sud du Liban.

## Auteurs, cible et but initiaux
Le plan initial de l'entreprise était de débarquer sur une plage de Tel Aviv, de s'emparer d'un hôtel de luxe de la ville, d'y prendre en otages des touristes et des ambassadeurs étrangers afin de les échanger contre des prisonniers palestiniens détenus par Israël. 
Selon un commandant du Fatah qui avait aidé à planifier cette attaque, l'enjeu était de faire échouer les pourparlers de paix israélo-égyptiens entre Menahem Begin, le Premier ministre israélien en 1978, et Anouar el-Sadate, le Président égyptien, et de nuire au tourisme en Israël.  
Toutefois, en raison d'une erreur de navigation, les assaillants se retrouvent à débarquer à 64 km au nord de leur cible et sont contraints de trouver un transport vers leur destination initiale. 
Les ordres qu'ils avaient reçus étaient de tuer jusqu'à ce qu'ils soient eux-mêmes tués sauf si Israël accédait à leurs exigences, comme l'indiquait un prospectus en leur possession, alors qu'un fedayin rescapé du massacre, Abou Asba, soutient que son mentor Abou Jihad (Khalil al-Wazir) leur aurait appris de ne pas faire de mal aux otages. 

### Acteurs entraînés
Le commando est composé de deux unités pour deux convois constitués de 13 ressortissants palestiniens, yéménites, libanais ou koweitiens ayant rejoint le Liban pour y être formés à l'école du terrorisme du Fatah, la branche armée relevant de l'Organisation de Libération de la Palestine (OLP), sous la houlette du maître en la matière, Abou Jihad, qui leur passe des films sur la ville de Tel Aviv et les entraîne à la prise d'otages.
Selon Abou Asba, les 13 jeunes fedayin ont été choisis par les responsables du Fatah qui ne leur ont pas indiqué les enjeux spécifiques de la prise d'otages à venir. Toujours selon ses dires, le commandant du commando aurait été Abu Hiza'a (Mahmoud Abu Naif) et non pas la seule femme du groupe, la Palestinienne libanaise du camp de Sabra à Beyrout, Dalal Mughrabi, comme l'histoire le retient.

## Déroulement

### Départ du Liban
Le 8 mars 1978, un groupe de 13 fedayin du Fatah du Liban lourdement armé, dirigé par Dalal al-Mughrabi (Mahmoud Abu Naif), part des rives libanaises sur deux canots pneumatiques Zodiac pour atteindre celles de Tel Aviv en Israël. Sur mer, mauvaise, les embarcations perdent leur chemin et ce faisant, deux fedayin du groupe se noient.     

### Abordage en Israël
Le samedi 11 mars 1978 et après plusieurs tentatives, les 11 fedayin restants débarquent sur la plage du kibboutz Ma'agan Michael (en) situé à 70 kilomètres au nord de Tel Aviv, entre les villes d'Haïfa et Hadera, sans savoir s'ils ont vraiment atteint Tel Aviv. Ils le sauront après avoir pique-niqué, quand ils rencontrent une photographe américaine spécialisée dans la faune et la flore bibliques, Gail Rubin (en), qu'ils tuent d'une balle dans la tête près de la plage après l'avoir interrogée,. Le fedayin Abou Asba indique que Dalal Mughrabi l'a exécutée en ignorant qu'elle n'était pas israélienne.

### Sur la route côtière
Le groupe devenu terroriste continue d'avancer vers la route côtière à quatre voies et tire sur les voitures qui passent. Ils hèlent alors un taxi blanc de marque Mercedes et abattent ses passagers,.        

#### Premier bus en otage
A 16H30, ils s'arrêtent et s'emparent d'un bus transportant des employés de la compagnie Egged et leur famille, revenant d'une excursion culturelle et roulant sur la route côtière puis ils l'obligent à faire demi-tour en direction du Sud pour aller sur Tel Aviv. Poursuivant leur mortelle randonnée, les activistes du Fatah tirent et jettent des grenades à travers les fenêtres sur les voitures qui passent le long du trajet. Ils tirent aussi sur les passagers du bus et expulsent au moins le corps de l'un d'entre eux hors du bus.         

#### Deuxième bus en otage
À un moment donné, ils réquisitionnent et prennent en otage le bus n° 901 qui fait la liaison de Tel-Aviv à Haïfa, et forcent les passagers du premier bus à monter à bord du second.         
Le bus arrêté, l'un des terroristes en sort et tire directement sur une voiture qui passe, tuant l'adolescent Omri Tel-Oren, clarinettiste dans l'orchestre des Jeunes musiciens de Jérusalem, et blessant son père Henoc, flûtiste renommé. La mère d'Omri, Sharon Tel-Oren, elle-même musicienne, témoigne : « ...Nous étions dans notre break, conduisant le long de la route côtière, nous avons vu quelque chose étrange devant - un bus mais il semblait être arrêté puis nous avons vu quelqu'un couché sur la route. Il y avait du verre brisé partout, des cris d'enfants. Puis nous avons entendu les coups de feu. Omri était endormi sur le siège arrière. La balle a traversé le siège avant et a frappé sa tête, le tuant instantanément. Mon mari a été touché au bras et a perdu la mobilité de ses doigts »,.          

#### Face à la police et au contre-terrorisme
Peu après, la police israélienne est alertée de l'attaque et ses voitures commencent à poursuivre le bus en fuite. Bien que les militants continuent de tirer sur les voitures de police, les policiers se gardent de riposter, craignant de toucher les civils à l'intérieur du bus. Un barrage routier est rapidement mis en place par la police mais les terroristes passent au travers et poursuivent leur course folle. Selon Khaled Abu Asba, l'un des deux attaquants survivants, la police aurait disposé plusieurs barrages routiers sur leur route et il y aurait eu échanges de feu à chaque intersection.
En raison de la vitesse du véhicule et de la tenue du barrage par des patrouilleurs ordinaires et autres agents de la circulation légèrement armés mais non formés pour faire face à une prise d'otages, l'escadron de contre-terrorisme israélien (parmi lequel figure le futur Premier ministre Ehud Barak) est incapable dans un premier temps d'immobiliser le bus sur le champ pour affronter des terroristes. C'est au barrage de la jonction Guiloth près Ramat Ha-Sharon (entre Herzliya et Tel Aviv) que le bus est finalement arrêté grâce à des clous déposés sur la route, qui crèvent ses pneus.
Une fusillade éclate où la police brise les fenêtres du bus et crie aux passagers de les traverser et sauter pour s'en échapper. L'un des terroristes tire alors sur les passagers qui tentent de s'en extraire. En contradiction avec les autres témoignages, le terroriste rescapé, Abou Asba, soutient que son groupe n'aurait pas tiré sur les otages et que toutes les victimes du bus, tuées ou blessées, seraient l’œuvre de la police israélienne.

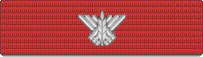
Médaille du courage en Israël

Selon la police israélienne, Assaf Hefetz (en), chef de l'unité de contre-terrorisme de la police israélienne, est arrivé sur les lieux avant son escadron et a pris le bus d'assaut, tuant deux terroristes. Durant la bataille, Hefetz est touché à l'épaule et il lui a ensuite été décerné la Médaille du courage de la police israélienne.
L'affrontement atteint son apogée quand le bus explose et prend feu, le samedi soir. L'explosion pourrait avoir été déclenchée par le réservoir du carburant brûlant touché par une balle ou par une grenade lancée par Mughrabi. Les Palestiniens affirment que les Israéliens auraient détruit le bus avec le feu d'hélicoptères de combat,.
Le corps de Mughrabi est traîné hors du tarmac et Barak tire à plusieurs reprises sur lui, selon les images capturées par les médias.

## Bilan
La bataille a duré 15 heures.

Au total, 38 civils sont tués dans l'attaque, dont 13 enfants. 71 autres personnes sont blessées ; c'est l'agression anti-israélienne la plus sanglante de l'histoire du pays, avant l'attaque du Hamas contre Israël de 2023.
| Nom | Age                                                                                                 |  | Nom | Age                                                                                                   |
| --- | --------------------------------------------------------------------------------------------------- |  | --- | --- |
| Revital (Ces) Aharonovitch Naomi Elishai Erez Alfred Yitzhak Alfred Galit Ankwa Itzhak (Yitzik) Ankwa Haviv Ankwa (38) Mathilda (Mathy) Askenazy-Daniel Yehuda Basterman Rina Bushkenitch Dov Bushkenitch Liat Gal-On Shimon Glotman Amnon Drori Naama Hadani Ilan Hohman | 14 ans 18 ans 5 ans 44 ans 2 ans 10 ans 38 ans 68 ans 32 ans 34 ans 36 ans 6 ans 43 ans 5 ans 3 ans |  | Roï Hohman Rebecca Hohman Mordechaï (Moti) Zit Yosef Kheloani Malka Leibovitch-Wiess Tzyona Lozia-Cohen Abraham Lozia Otari Mansurov Yoav (Yoavi) Meshkel Tuvia Rosner Gaïl Rubin Meïr Segal Katy (Rina) Sossenski Joseph Sosensky Zvi (Zvika) Eshet Omry Tel-Oren | 6 ans 28 ans 9 ans 66 ans 58 ans 32 ans 37 ans 6 ans 53 ans 40 ans 73 ans 49 ans 56 ans 46 ans 14 ans |

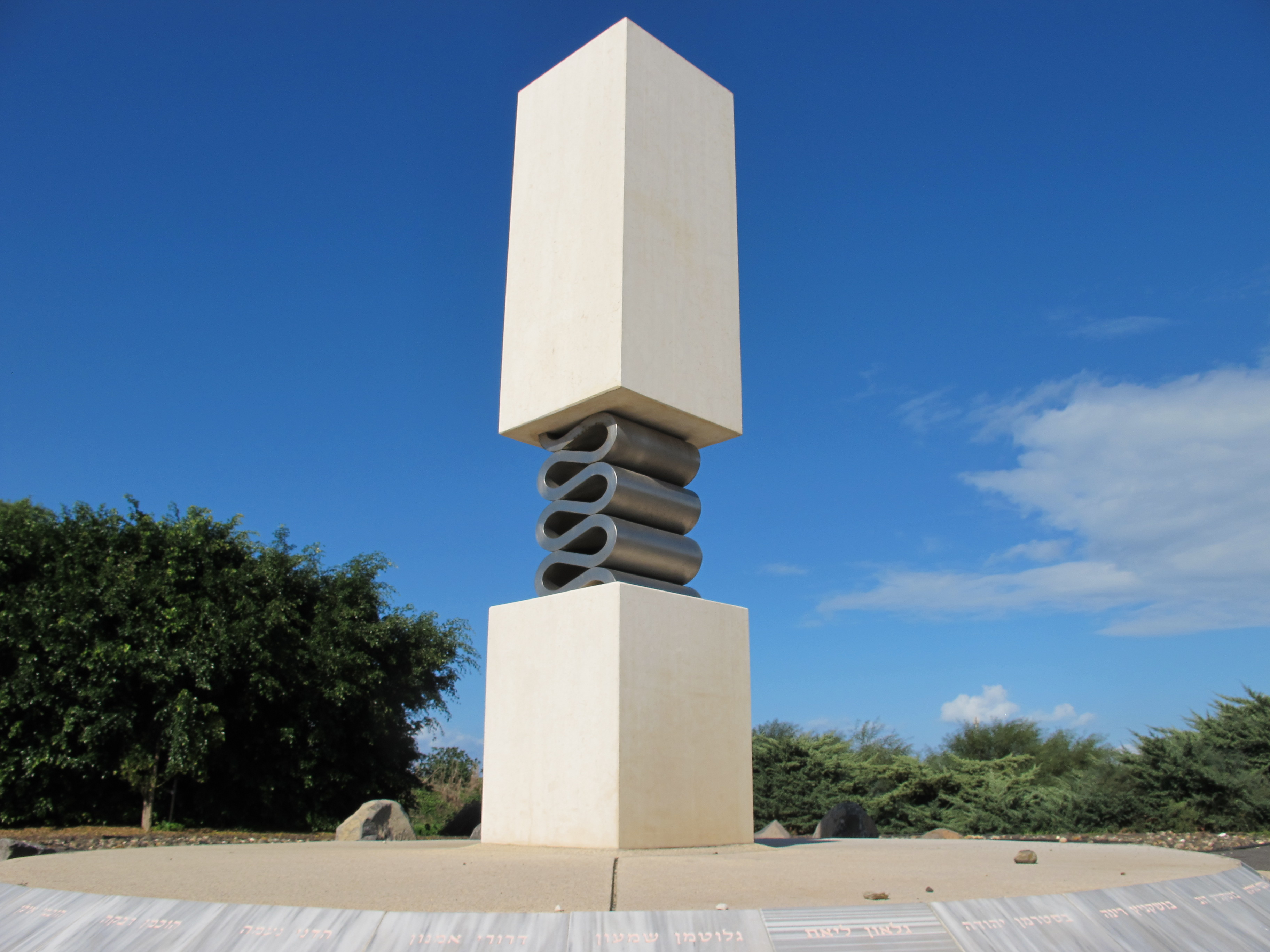
Mémorial de l'attentat de la route côtière en 1978 (œuvre de 1982 d'Yitzhak Shmueli)

Parmi les 11 auteurs arabes de l'agression, 9 sont tués dont Dalal Mughrabi, au cours de la riposte défensive israélienne.

## Réactions
Belligérants
  Israël
- Le Premier ministre israélien Menahem Begin déclare : « Israël n'oubliera pas le carnage » (...) « il n'y avait pas besoin de cet outrage pour comprendre qu'un Etat palestinien serait un danger mortel pour notre nation et notre peuple »[20].

  OLP
- Le responsable de l'OLP déclare : « L'opération découle de la ferme conviction du Fatah de la nécessité de mener la lutte armée contre l'ennemi sioniste dans le territoire occupé »[21].

Internationales
  Égypte
- Le président égyptien Anouar el-Sadate condamne l'attentat, le qualifiant d'« action irresponsable » et indirectement, demande à Israël de ne pas riposter[22].

   États-Unis
- Le président américain Jimmy Carter publie une déclaration disant que l'attaque est « un acte scandaleux de non-droit d'une brutalité insensée. Des actes criminels tels que ceux-ci ne font pas avancer la cause ou la foi en la politique. Ils inspirent seulement la révulsion par le manque de respect pour la vie humaine innocente... »[21].

## Répercussions
L'attentat, orchestrée par le terroriste Abou Jihad (Khalil Al-Wazir), est connu en Israël comme étant le « massacre de la route côtière » et est alors l'agression la plus meurtrière dans l'histoire d'Israël, qui a stupéfié la population « par sa cruauté et sa brutalité »,. 

La réponse d'Israël au massacre de la route côtière arrive deux jours après où le Premier ministre d'alors, Menahem Begin, tient un discours à la Knesset devant l'assemblée plénière, en faisant allusion aux nombreux massacres impunis à travers l'histoire, au génocide des Juifs, aux agressions itératives palestiniennes qui s'en prennent aux civils et à ce que son gouvernement projetait pour le lendemain:  
« Les temps où le sang juif était versé en toute impunité ont disparu pour toujours... Nous allons faire ce qui doit être fait ».
« Nous défendrons nos citoyens, nos femmes, nos enfants. Nous sectionnerons le bras de l'iniquité »

## Réponse armée aux agressions

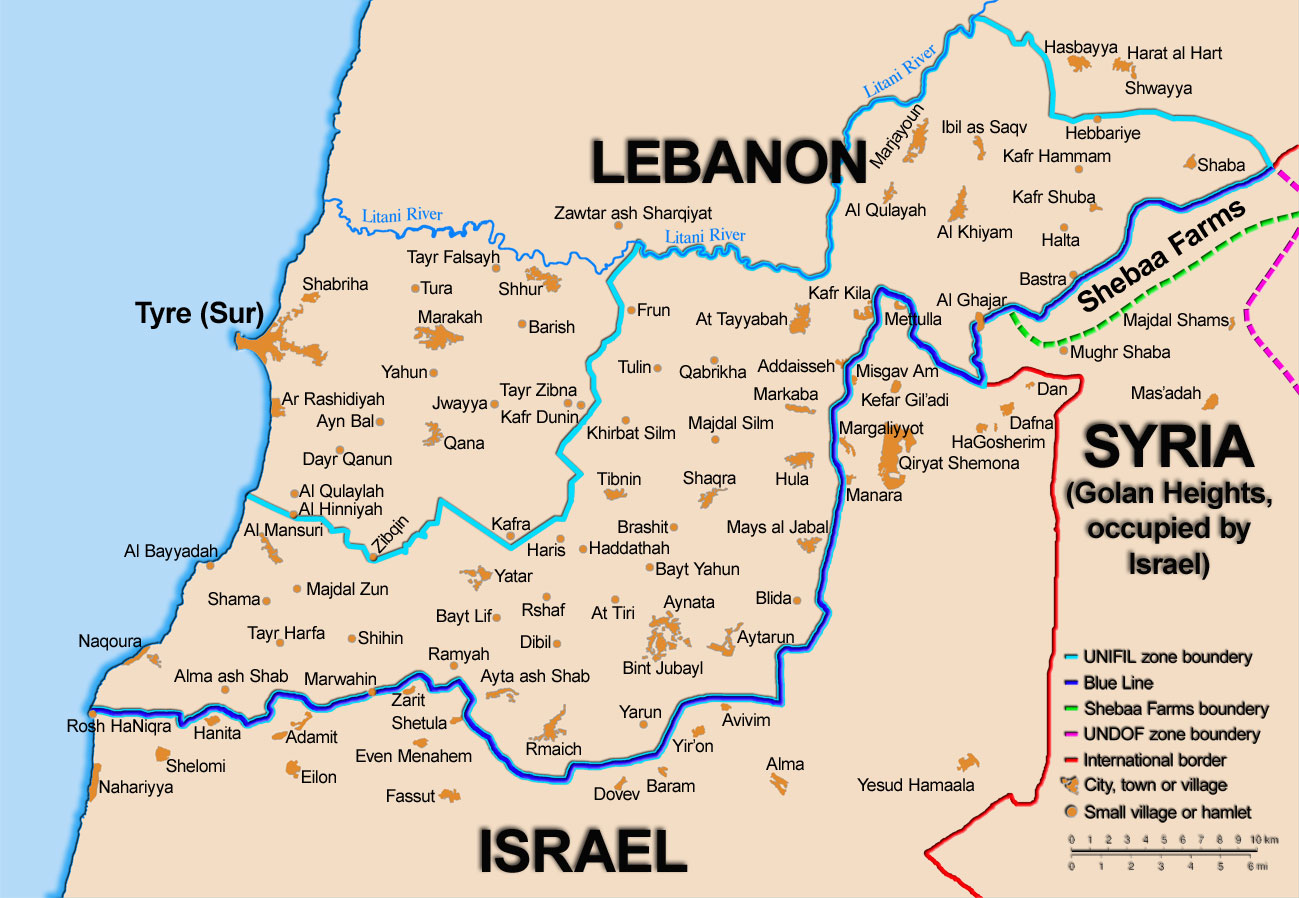
Carte montrant la Ligne de démarcation bleue entre le Liban et Israël, établie par l'ONU après l'Opération Litani et le retrait israélien de 1978. Elle suit la Ligne verte correspondant à celle du cessez-le-feu de 1949.

Faisant écho aux paroles du 13 mars de Begin, dans la nuit du 14 au 15 mars 1978, soit trois jours après le massacre de la route côtière, lequel venait en bout d'une série d'attaques sur la population israélienne par infiltrations en provenance du Liban, Israël « fortement provoqué », confirme l'historien Benny Morris, lance l'opération Litani contre les bases de l'OLP (dont le quartier général est à Beyrouth) dans le sud du Liban, qu'il repousse au-delà de la rivière Litani et dont il détruit une partie des infrastructures en conquérant la région sur une profondeur d'environ 40 km.
Le porte-parole de l'armée israélienne déclare que « l'objectif de l'opération ne consiste pas en des représailles pour les crimes des terroristes car il n'y a pas de représailles pour l'assassinat d'innocents, hommes, femmes et enfants - mais pour protéger l'État d'Israël et ses citoyens contre les incursions de membres du Fatah et de l'OLP, qui utilisent le territoire libanais afin d'attaquer les citoyens d'Israël ».
À la fin de l'opération, le Liban porte plainte contre Israël devant le Conseil de sécurité de l'ONU qui exige le 19 mars, le retrait des forces israéliennes de la zone, par la résolution 425 et le déploiement d'une force d'interposition, la FINUL. Le 21 mars, le ministre de la Défense, Ezer Weizman, ordonne donc à l’armée un cessez-le-feu.
La victoire israélienne actée au 21 mars 1978 a coûté 18 hommes et 113 blessés à ses forces. De 300 à 500 combattants palestiniens ont péri. Selon Auguste Richard Norton, professeur de relations internationales à l'Université de Boston, l'opération militaire de Tsahal a tué environ 1 100 personnes, la plupart d'entre elles étant des civils palestiniens et libanais, dans la mesure où « de nombreux villages et de nombreuses villes qui étaient utilisés comme quartiers généraux par les terroristes furent occupés pendant l’opération » Litani, l'armée israélienne fit face à une guérilla urbaine.

## Sort des fedayin
Lors du massacre de la route côtière, deux terroristes parmi les agresseurs ont échappé à la mort : Khaled Abou Asba et Hussein Fayyad (noms de guerre).

### Procès
Les deux fedayin rescapés sont capturés puis soumis plus d'un an plus tard à un procès dans un tribunal militaire dont le juge est le colonel Aharon Kolperin et le procureur en chef, Amnon Straschnov (en). Il se tient à Lod en Israël et commence le 9 août 1979. Les fedayin sont chargés de treize chefs d'accusation : tirs sur des personnes, placement d'explosifs, mise à feu d'explosifs et appartenance à une organisation terroriste et risquent la peine de mort - prononcée exceptionnellement en Israël pour les cas d'extrême inhumanité,,.  
Il s'agit des accusés Ibrahim Mahmoud Fouad (Khaled Abou Asba) 19 ans et Khaled Mohammed Ibrahim Husein (Hussein Fayyad) 22 ans, représentés par l'avocate de la défense israélienne pro-palestinienne Leah Tsemel. 
La Cour déclare finalement que les accusés ne sont pas venus en Israël pour prendre des otages mais pour tuer des gens car ils ont tiré volontairement sur des civils, « des femmes et des enfants non armés », et non pas sur des soldats ; de ce fait, « ils ont violé la loi et la morale ». Elle ajoute qu'il y a suffisamment de preuves pour rejeter les arguments de l'avocate de la défense prétendant que les victimes du bus seraient le fait des policiers israéliens. 
Le jugement les condamne sur les 13 chefs d'accusation, le 23 octobre 1979, à la réclusion à perpétuité.
Durant le procès, le tribunal a retenti plusieurs fois des cris des parents des victimes ou des victimes survivantes, notamment à l'entrée des accusés souriants et doigts levés en signe V de victoire ou lors de la description de la brutalité des terroristes alors qu'ils crachaient sur le public ou lui souriaient mais la colère du public se portait aussi sur l'avocate Leah Tsemel, lors de son interrogatoire des accusés,.

### Libération
Malgré leur condamnation à la perpétuité, Abou Asba et Fayyad passent sept ans dans la prison d'Ashkelon avant d' être libérés dans un échange de prisonniers en 1985, dans le cadre de l'accord Jibril. 
En mai 2013, Hussein Fayyad, habitant alors à Alger, est promu par décret signé en 2008 par Mahmoud Abbas au poste de « conseiller du Président de l'Autorité palestinienne »,. Néanmoins, il se plaint de l'Autorité palestinienne qui lui avait promis un soutien financier et un emploi mais n'avait jamais tenu parole. Il avait même été mis à la porte de l'ambassade palestinienne d'Alger et avait entrepris ensuite une grève de la faim pour se faire entendre. Abbas Zaki, un membre du comité exécutif de l'OLP l'avait alors convaincu d'arrêter sa grève et de plaider sa cause auprès du Président Mahmoud Abbas, en tant que « combattant de la révolution palestinienne » - ce qui fut fait avec succès comme le prouve sa promotion.
A sa libération en 1985, Abou Asba travaille d'abord dans des camps d'entraînement du Fatah en Irak et au cours des années 2000, il vit en Jordanie avec son épouse native de Nazareth, qui a été déchue de sa nationalité israélienne en l'épousant. Il confie en 2009 qu'il vivra désormais en Cisjordanie ou fera ce que Abou Mazen (Mahmoud Abbas) « lui demandera de faire ».

### Corps de Mughrabi
Au cours de l'échange de prisonniers (notamment des soldats israéliens Ehud Goldwasser et Eldad Regev) entre Israël et le Hezbollah en 2008, Israël avait l' intention de transférer le corps de Mughrabi réclamé par le Hezbollah mais les tests d'ADN ont montré qu'il ne figurait plus parmi les restes exhumés à cet effet, peut-être balayé par 30 années de courants souterrains vers la mer.

## Glorification de Dalal al-Mughrabi
La figure de Dadal Mughrabi est valorisée par l'Autorité palestinienne qui incite la jeunesse à poursuivre dans sa voie « héroïque » et attribue son nom à des institutions, des places, des écoles, des festivals, des terrains de sport palestiniens, etc,,,.
En 2010, l'Autorité palestinienne décide de nommer une place d'après Mughrabi. Vingt membres du Congrès des États-Unis envoient une lettre au Président de l'Autorité palestinienne, Mahmoud Abbas, condamnant la glorification de la terroriste Mughrabi et l'Autorité palestinienne annule l'inauguration de la place éponyme. Cependant, le Fatah n'abandonne pas complètement l'idée et organise une « inauguration populaire » au lieu d'une « inauguration officielle » de la place Dalal Mughrabi. En 2015, il est rapporté une nouvelle tentative de l'Autorité palestinienne pour inaugurer cette place. 
L'ONG Palestinian Media Watch rapporte qu'en janvier 2012, la télévision officielle de l'Autorité palestinienne, qui est sous le contrôle du Président Mahmoud Abbas, a rediffusé un clip à la manière orientale, glorifiant l'attaque sur la côte israélienne, en mettant en avant la figure de Dalal Mughrabi et comparant la couleur de son sang à celui du corail, versé « sur les citronniers blancs ». 
En 2016, un terrain de basket pour filles est nommé « Dalal Mughrabi ». 

### Plainte israélienne
En mars 2016, le Premier ministre israélien, Benjamin Netanyahu, demande à l'ambassadeur d'Israël à l'ONU de déposer une plainte contre l'Autorité palestinienne en raison du fait qu'elle célèbre l'anniversaire de la mort de la terrorisme Mughrabi comme celle d'un « martyr » ou d'une « héroïne »,.

### Restitution de fonds étrangers
En 2017, la Norvège demande à l'Autorité palestinienne de lui retourner les fonds qu'elle lui avait octroyés (avec ONU Women) pour la création d'un Foyer pour femmes, et que son logo soit retiré du bâtiment, au motif que l'Autorité a nommé le foyer « Dalil Mughrabi »,,.
La même année, le gouvernement belge arrête une aide financière aux écoles de l'Autorité palestinienne après avoir appris qu'une école à Hébron construite avec les fonds belges a été nommé d'après Mughrabi.

### Manuels scolaires
L'institut de recherches IMPACT-SE (en) de l'Université hébraïque de Jérusalem a analysé sous la direction de Marcus Sheff des manuels scolaires palestiniens de 2017 où le massacre de la route côtière est illustré de façon romantique, raconté mais notablement falsifié (par exemple, ce serait les soldats israéliens qui auraient tué nombre des passagers du bus) et romancé (par exemple, l'aventure commencerait par une promenade en bateau), tout à la gloire de Dalil Mughrabi et de sa bravoure en tant que « martyr ». Il est demandé aux élèves de différents niveaux scolaires de répondre à des questions liées à cette histoire (telle qu'elle est racontée) ou sur le rôle de la femme palestinienne dans la lutte contre l'occupation israélienne. 
Bien que le ministre de l'Education palestinienne, Sabri Saidam, ait précédemment promis qu'une importante réforme améliorerait les manuels scolaires palestiniens, il montre avec cette valorisation du terrorisme sa volonté de radicaliser le programme scolaire, en encourageant les jeunes Palestiniens non pas à mieux vivre mais à mourir en « shahid », à l'image de Mughrabi.

### Festival Dalal Mughrabi
En 13 mars 2019, pour célébrer l'anniversaire (41 ans) de l'attentat terroriste, le ministère de l'Education de l'Autorité palestinienne organise à présent un festival sportif pour les filles du nom de la terroriste Mughrabi, qui a eu lieu à l'école primaire supérieure de Beitunia. Les jeunes filles portent toutes un tee-shirt rouge à l'effigie et au nom de Mughrabi avec le texte : « Dalal Mughrabi Festival ». Les responsables de l'Autorité palestinienne sont également présents dont une branche du ministère de l'éducation ainsi que Ribhi Dawla,, maire de Beitunia (Bassem Erekat est directeur de l'éducation, Direction du district). En outre, le gouverneur du district de Ramallah et El-Bireh, Dr Laila Ghana, prononce un discours lors de l'événement, indiquant que les enfants palestiniens « sont déterminés à poursuivre sur le chemin ». Ghannam a également salué les femmes palestiniennes pour avoir « mis au monde des enfants qui se sont battus et ont construit une gloire qui ne sera pas effacée ».
Les monuments et les événements célébrant le terrorisme de Dalal Mughrabi se multiplient. 
- Le texte affiché en mars 2019 sur la place Dalal Mughrabi Square à Ramallah[32],[41].:

« Pour l'anniversaire de l'opération côtière qui a été dirigée par l'héroïne Dalal Mughrabi, inauguration du martyr de Dalal Mughrabi Square »,.

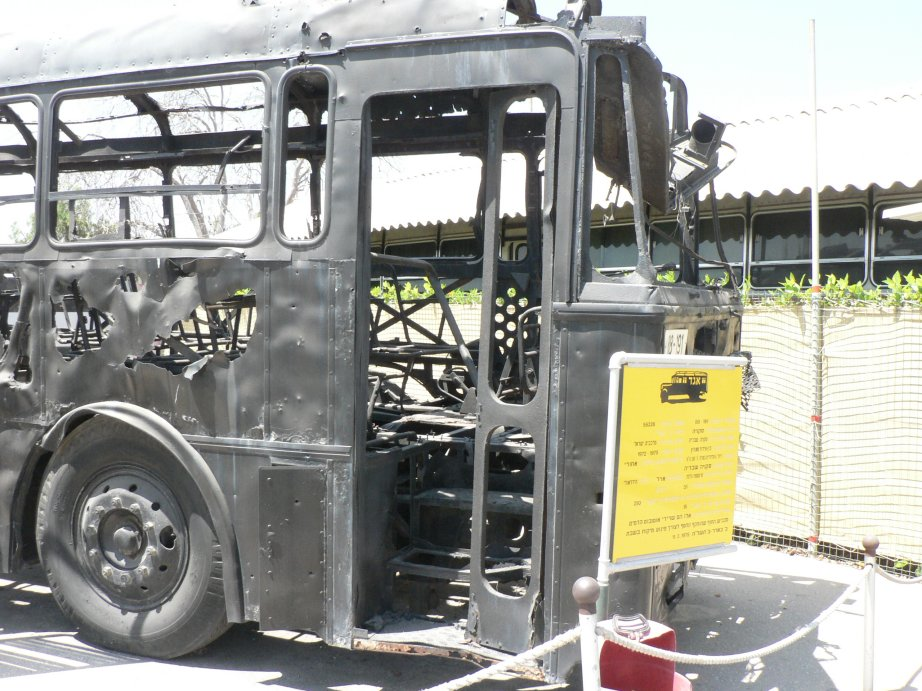
Les restes de l'avant du bus calciné